# Georg zu Mecklenburg (1748–1785)

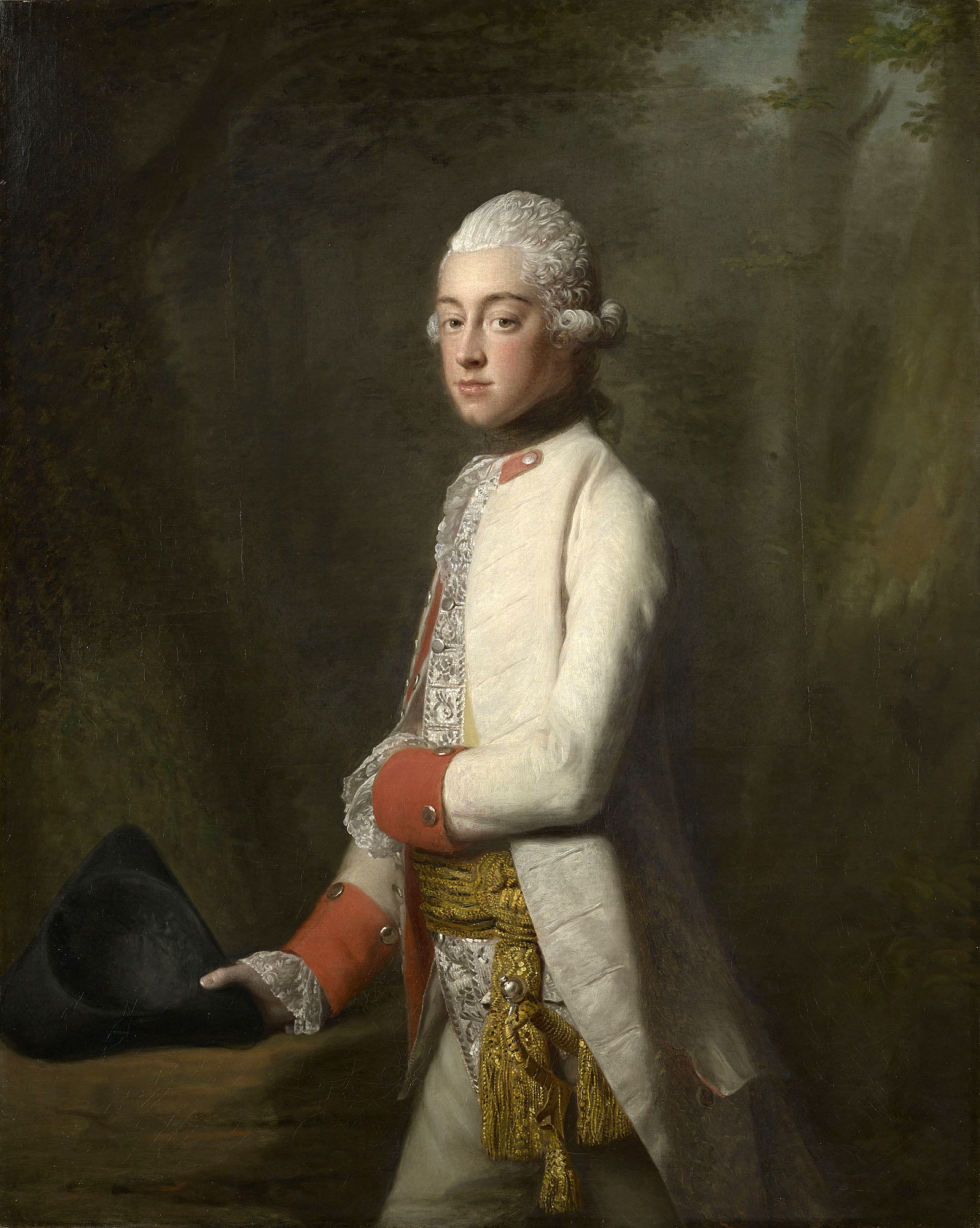
Georg (August), Herzog zu Mecklenburg. Porträt von Allan Ramsay, Royal Collection

Georg, Herzog zu Mecklenburg (* 16. August 1748 in Mirow; † 6. November 1785 in Tyrnau), zur Unterscheidung von anderen Namensträgern in der Literatur häufig inkorrekt Georg August genannt, war ein Angehöriger des Hauses Mecklenburg-Strelitz und österreichischer Offizier, zuletzt Generalmajor.

## Leben
Prinz Georg, ein Onkel des namensgleichen Großherzogs Georg von Mecklenburg-Strelitz, war der jüngste Sohn des in Mirow apanagierten Erbprinzen Karl (Ludwig Friedrich) und Elisabeth Albertine, geb. Prinzessin von Sachsen-Hildburghausen. Zwei seiner Brüder wurden Regenten von Mecklenburg-Strelitz: Adolf Friedrich IV. (Mecklenburg) und Karl II. (Mecklenburg).
Georg wuchs nach dem frühen Tod seines Vaters 1752 bei seinem Bruder Adolf Friedrich IV. am Hof in Neustrelitz auf. Er unternahm eine Grand Tour zu seiner Schwester Sophie Charlotte, der Frau von König Georg III., sowie nach Holland (Universität Leiden) und nach Paris. 1765 hielt er sich in Rom auf, wo er die Bekanntschaft Winckelmanns machte und mit ihm gemeinsam Stücke für die Petrefaktensammlung des Stargarder Pastors Gottlob Burchard Genzmer sammelte.
In London trat er vorübergehend in die Royal Navy ein; nach seiner Rückkehr auf den Kontinent trat er als Kavallerieoffizier in österreichische Dienste. 1778 wurde er Regimentschef des Cavallerie-Regiments Nr. 12.
Seit 1773/74 gehörte er einer Freimaurerloge an. Mozarts Maurerische Trauermusik KV 477 erklang zuerst bei der Maurerischen Trauerfeier für Herzog Georg und den kurz zuvor verstorbenen Logenburder Franz Graf Esterházy von Galantha am 17. November 1785.
Er blieb unverheiratet und wurde nach seinem frühen Tod im Alter von 37 Jahren zunächst im damals ungarischen, heute slowakischen Ort Bösing begraben; am 6. August 1852 erfolgte die Umbettung in die Fürstengruft in Mirow.

## Auszeichnungen
- 1769: Elefanten-Orden (290. Verleihung)[1]
- Orden des Weißen Adlers